# Koulikoro (region)
Koulikoro er en region i Mali. Den ligger i den vestlige del af  landet og grænser til regionerne Kayes, Ségou og Sikasso. Den grænser også til landene Mauritanien i nord og Guinea i syd. Hovedstadsdistriktet Bamako er helt omsluttet af regionen Koulikoro.
Koulikoro er endestation for Dakar–Nigerbanen og en vigtig havn på floden Niger

## Administrativ inddeling
Koulikoro er inddelt i syv kredse (Cercle). Disse er inddelt i 106 kommuner.
1. Banamba
2. Dioïla
3. Kangaba
4. Koulikoro
5. Kolokani
6. Kati
7. Nara

13°48′19″N 7°25′50″V / 13.80528°N 7.43056°V